# 馬雅古城：湮沒在森林裡的奇蹟
《馬雅古城：湮沒在森林裡的奇蹟》（法語：Les cités perdues des Mayas，直譯：「失落的馬雅都城」）是法國馬雅學家兼圖像學家克勞德-法蘭索瓦·波德茲和藝術史學家希德妮·畢卡索合著的插畫專題論著，專論馬雅文明的發現史及考古史。法文原版於1987年由加利瑪出版社在巴黎發行，是為該出版社旗下的「加利瑪發現文庫」第20種書目；臺灣時報文化於1994年推出中譯本，译名《馬雅古城：湮沒在森林裡的奇蹟》，作為其旗下的「發現之旅叢書」第8集；簡體譯本在1998年推出，由上海書店出版社發行；2018年吉林出版集團發行再版，譯名《玛雅古城：湮没在森林里的奇迹》，採用完全不同於初版的封面裝幀。該書在2000年改編成同名紀錄片。

## 簡介

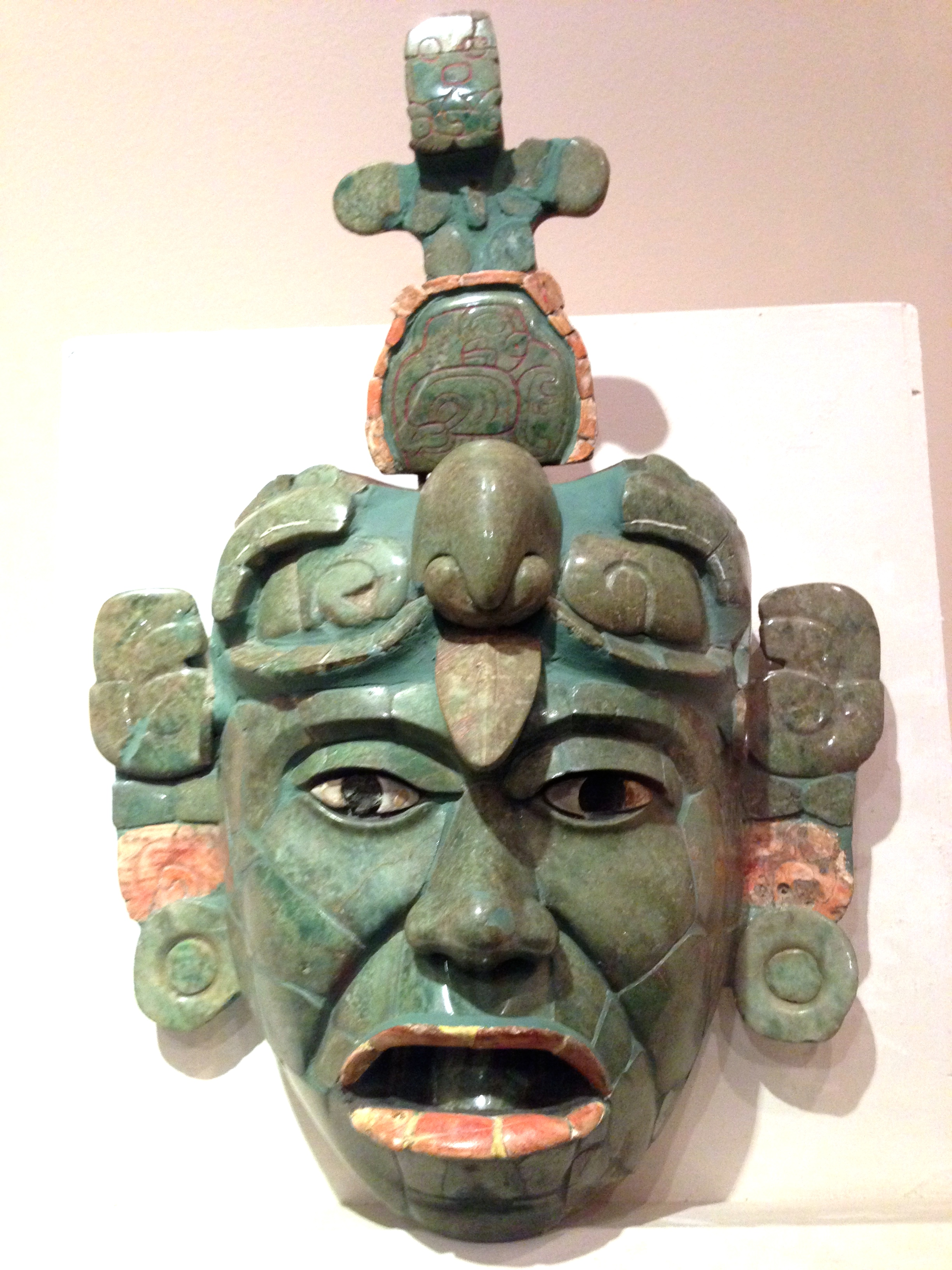
封底圖：嵌銅鑲貝翠玉面具。蒂卡爾出土，古典前期作品。瓜地馬拉國立考古暨民族學博物館。

《馬雅古城：湮沒在森林裡的奇蹟》原屬「迷你」口袋叢書「加利瑪發現文庫」中的「考古」系列（Série Archéologie），也就是說，本書的主題是16至20世紀期間馬雅文明的發現史，以及研究在馬雅文明區域內發現的考古遺跡、遺物和文獻資料（馬雅考古史），而非馬雅文明本身的歷史。
依「加利瑪發現文庫」的「圖像閱讀」傳統，該書奠基於一套豐富的圖像文獻，用平滑度高且光澤感強的雪銅紙印製，將文本和高品質的視覺圖像巧妙結合，達成圖文互動為閱讀增添趣味，猶如觀賞一部電視紀錄片。換言之，「貨眞價實的專題論著，以藝術圖書的標準編輯出版」，幾乎有如一本充滿彩色插畫的「圖像小說」。
在選擇視覺文獻方面，未經發表的圖像永遠作為首選。比如該書中就收集了19世紀英國探險家費德利克·加瑟伍德創作的多色插畫，描繪「馬雅帝國」的遺物。

## 章節
開卷「片花」（pp. 1–9），為一系列佔據整頁的19世紀考古照片，出自艾佛瑞·莫斯萊的《中美洲考古學》，發表於1889–1902年期間。正文內容分為六個章節——第一章：征服者和傳敎士（pp. 13–29）；第二章：藝術家和冒險家（pp. 31–55）；第三章：學者的時代（pp. 57–81）；第四章：探險攝影家（pp. 83–99）；第五章：石頭上的符號（pp. 101–115）；第六章：從圖像到眞實（pp. 117–127）。
該書的第二部份「見證與文獻」，收集了摘錄自各種文獻或文學來源的資料，分成五個部份——1. 古代訪客的現代眼光（pp. 130–135）；2. 最初的見證與發掘（pp. 136–143）；3. 密碼解開以後（pp. 144–153）；4. 奎依切人的《鑑書》（pp. 154–157）；5. 今昔馬雅人（pp. 158–165）。最後，該書以「圖片目錄與出處」（pp. 166–170）和「索引」（pp. 170–175）作結。

## 反響
在Babelio上，基於22條評分，《馬雅古城》平均得分3.8（最高5分）。在Goodreads上，基於46條評分，平均得分3.46/5。表示「普遍反響良好」。

## 改編
《馬雅古城》在2000年改編成紀錄片，法國導演尙-克勞德·呂伯康斯基執導，法國演員法蘭索瓦·馬圖赫和馬可·詹米特擔任旁白，製片公司包括德法公共電視台、跨歐電影公司以及加利瑪出版社。這部紀錄片在墨西哥和瓜地馬拉取景拍攝，隨後於德法公共電視台的系列節目《人類探險之旅》中首播。該片亦有德文配音版——，以及配備英文和西班牙文字幕的版本。

## 外部連結
- 官方网站 （法文）